# San Vigilio (titre cardinalice)
Le titre cardinalice San Vigillio a été établi par le pape François le 28 novembre 2020.
Le titre est attaché à l'église homonyme, San Vigilio, qui a été construite en 1990 dans le quartier Ardeatino, situé au sud-est de Rome. Conçue par l'architecte Lucio Passarelli, l'église est de style moderniste.

## Liste des titulaires du titre
- Jose Fuerte Advincula (depuis 2020)